# 门前鼎
门前鼎，日本海軍軍人。1914年12月12日，从海軍兵学校毕业,，第二次世界大战期间率第11工兵队约2000名工兵登上瓜达尔卡纳尔岛修筑机场。1944年6月9日，门前鼎陣亡。